# Harem (gatunek)
Harem (jap. ハーレムもの Hāremu mono) – japoński gatunek istniejący w obrębie light noveli, mang, anime i gier video, w którym przeciętny, męski charakter jest otoczony przez liczne, atrakcyjne, żeńskie bohaterki, z których większość jest romantycznie zainteresowana głównym bohaterem. 
Istnieje także żeński odpowiednik tego gatunku, gdzie bohaterka otoczona jest przez wianuszek atrakcyjnych mężczyzn starających się o jej względy, co bywa określane jako gyaku hāremu (jap. 逆ハーレム).

## Przykłady
- Amaenaideyo[3]
- Girls Bravo[4][5]
- Love Hina[6]
- Magister Negi Magi[7]
- Vandread[potrzebny przypis]
- Ranma ½[potrzebny przypis]
- Monster Musume[8]
- Zero no Tsukaima[9]
- To Love-Ru[10]
- Wielka Wojna Zodiaku[potrzebny przypis]